# でいじーもんきー
でいじーもんきーは、東京女子プロレス所属のプロレスラー、鈴芽と遠藤有栖によるタッグチーム。略称は「でじもん」。

## 来歴
鈴芽と遠藤有栖はプロレスラーとしてのキャリアは1年4ヶ月あまりの差があるが、ともに1998年生まれ。遠藤がデビューして約1ヶ月後の2021年2月11日の後楽園ホール大会で、初めて2人でマジカルシュガーラビッツ（瑞希&坂崎ユカ）と対戦して以来、しばしばタッグを組んで試合をする機会があった。
2022年3月26日の大手町三井ホール大会でのプリンセスタッグ王座挑戦者決定戦で、荒井優希&宮本もか組を破って挑戦権を獲得。4月9日の後楽園ホール大会で、王者チームのマジカルシュガーラビッツに挑戦をすることになった。この頃、すでに2人のタッグは「ありすず」と呼ばれていたが、王座挑戦に際して改めてチーム名を決めることとなり、鈴芽の好きな花である「デイジー」に、語感が良いからという理由で「モンキー」をつけ、平仮名で「でいじーもんきー」と命名した。当日は、連携技やタッチワークを駆使して王者組を追い込まんとするが、当時の東京女子プロレスを代表するタッグチームであるマジラビには敵わず、遠藤が瑞希のダイビング・フット・スタンプを受けて3カウントを奪われ、王座獲得はならなかった。
2023年は第3回"ふたりはプリンセス"Max Heartトーナメントで敗退、タッグ王座への挑戦のチャンスもなかった。次の王座獲得のチャンスが訪れたのは2024年1月4日の後楽園ホール大会で、ふりーWiFi（角田奈穂&乃蒼ヒカリ）の返上により空位となっていた王座をユキニキ（愛野ユキ&水波綾）と白昼夢（辰巳リカ&渡辺未詩）とのノータッチルール採用による3wayマッチで争うが、遠藤が愛野にUBVを決められてピンフォールを許し、王座獲得に失敗した。しかし、この大会の後に始まった第4回"ふたりはプリンセス"Max Heartトーナメントでは、初戦（2回戦）でらく&原宿ぽむ組、準決勝で長野じゅりあ&宮本もか組に勝利して決勝に進出。2月10日に後楽園ホールで白昼夢を破って優勝し、タッグ王座への挑戦権を獲得。3月31日の両国国技館大会『GRAND PRINCESS '24』でユキニキを破って、3度目の挑戦を実らせて第16代王者となった。

## 獲得タイトル
- プリンセスタッグ王座（第16代）
- "ふたりはプリンセス"Max Heartトーナメント 優勝（2024年）